# Himiko
Himiko hay Pimiko (卑弥呼 Ti Di Hô, 248? - 242? TCN) là một nữ vương của nước Yamatai, một vùng của nước Yamato cổ đại. Bà còn được gọi là Thân Ngụy Oa Vương (親魏倭王; Shingiwaō) - do hoàng đế nước Ngụy phong hiệu. Trong các triều đại đầu ở Trung Quốc, Nhị thập tứ sử ghi lại quan hệ triều cống giữa Nữ vương Himiko với nhà Tào Ngụy (220-265), ghi lại rằng nhân dân thời kỳ Yayoi chọn bà làm minh chủ sau hàng thập kỷ chiến tranh giữa các vị vua của Oa quốc. Lịch sử sơ khởi Nhật Bản không nhắc đến Himiko, nhưng các nhà sử học liên hệ bà với các nhân vật thần thoại như nữ Thiên hoàng Jingū, người cũng làm nhiếp chính (khoảng 200-269) trong cùng thời gian với Himiko. Các tranh luận học thuật về nhân dạng của Himiko và địa điểm lãnh địa Yamatai của bà nổ ra dữ dội từ thời Edo, với các ý kiến giữa phía Bắc đảo Kyūshū hay tỉnh Yamato, mà ngày nay là Kinki. "Cuộc tranh luận Yamatai", như Keiji Imamura viết (1996:188), là "cuộc tranh luận lớn nhất về lịch sử cổ đại Nhật Bản."
Himiko theo một tôn giáo cổ gọi là Quỷ đạo (鬼道; Kidō) và người ta đồn đại rằng bà dùng thứ ma thuật này để trị quốc.

### Nguồn Trung Quốc

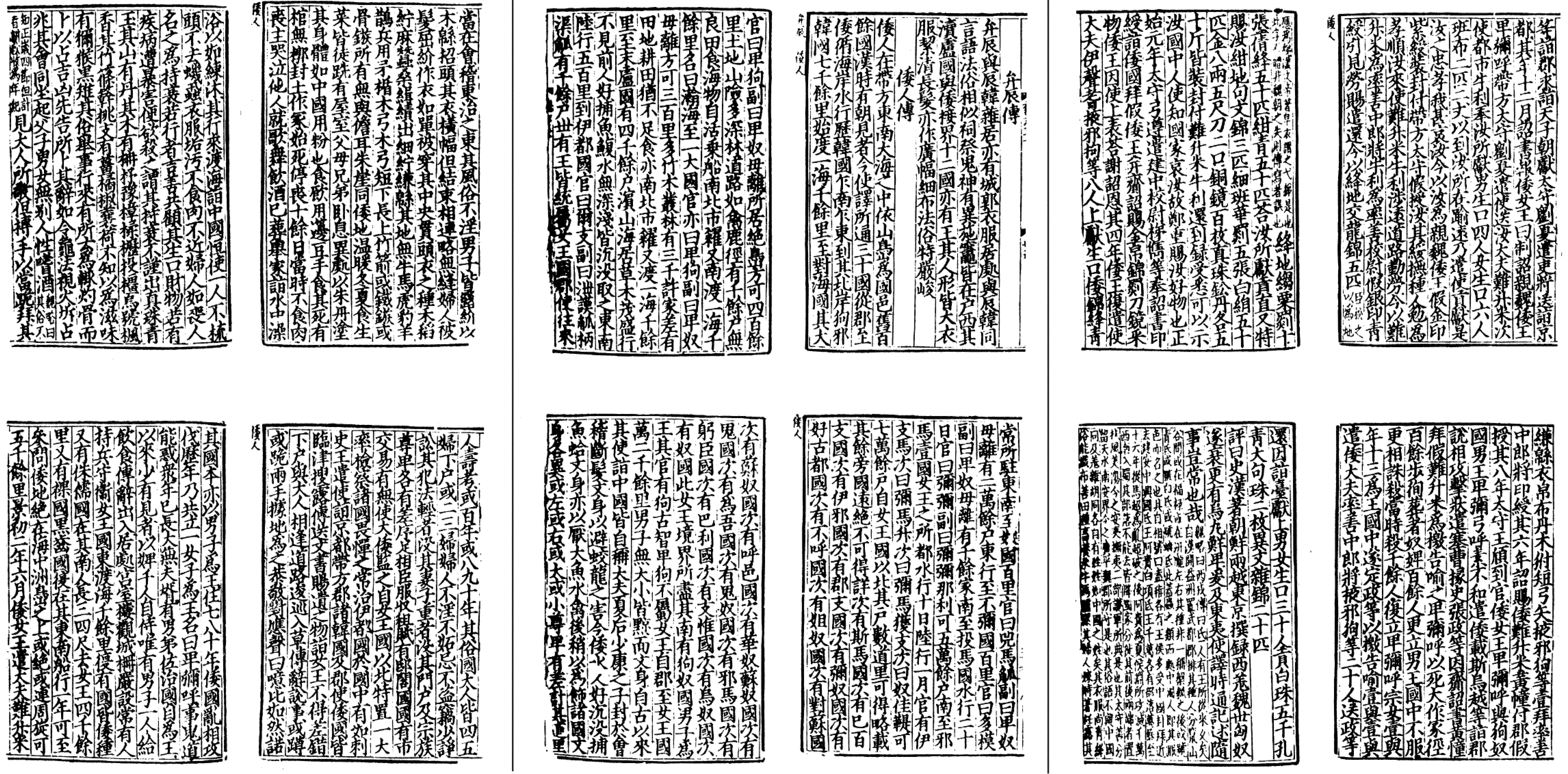
Một đoạn văn bản của Nguỵ chí (khoảng năm 297)

### Tên gọi

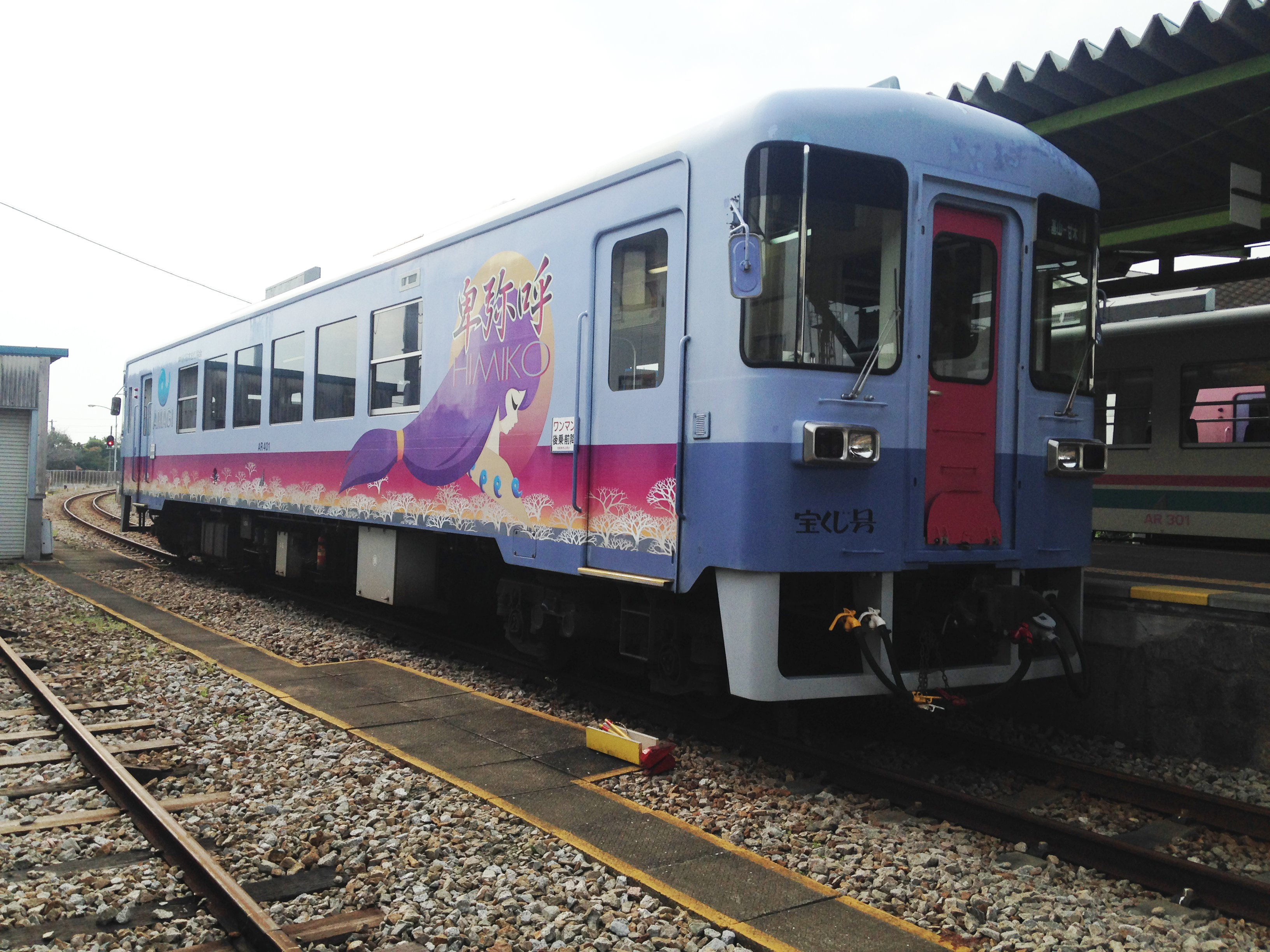
Toa tàu Himiko AR401 ở Ga Kiyama

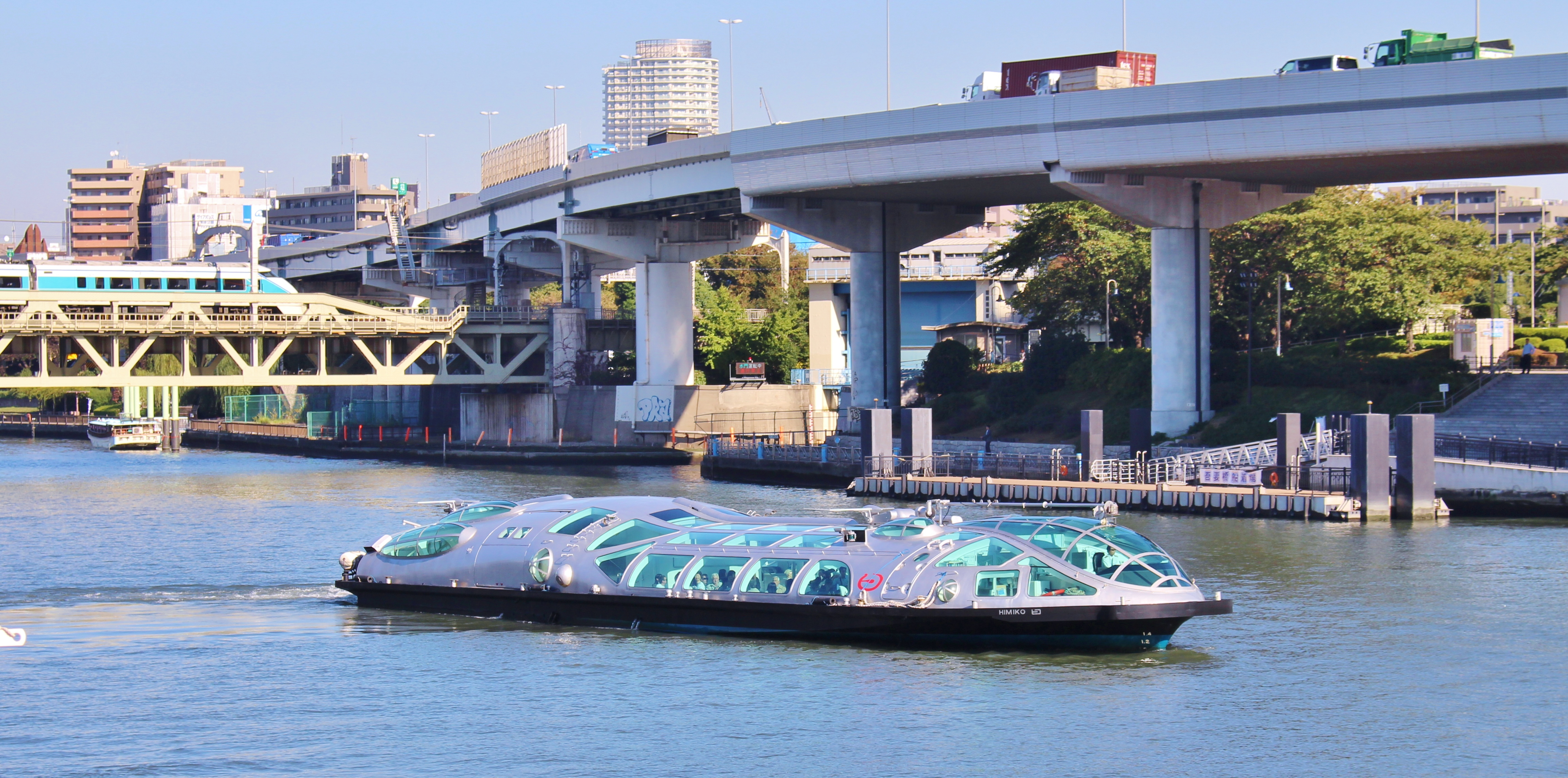
Himiko water taxi ở Vịnh Tokyo